# Hyparrhenia claytonii
Hyparrhenia claytonii är en gräsart som beskrevs av Sylvia Mabel Phillips. Hyparrhenia claytonii ingår i släktet Hyparrhenia och familjen gräs. Inga underarter finns listade i Catalogue of Life.